# Satinkaninchen

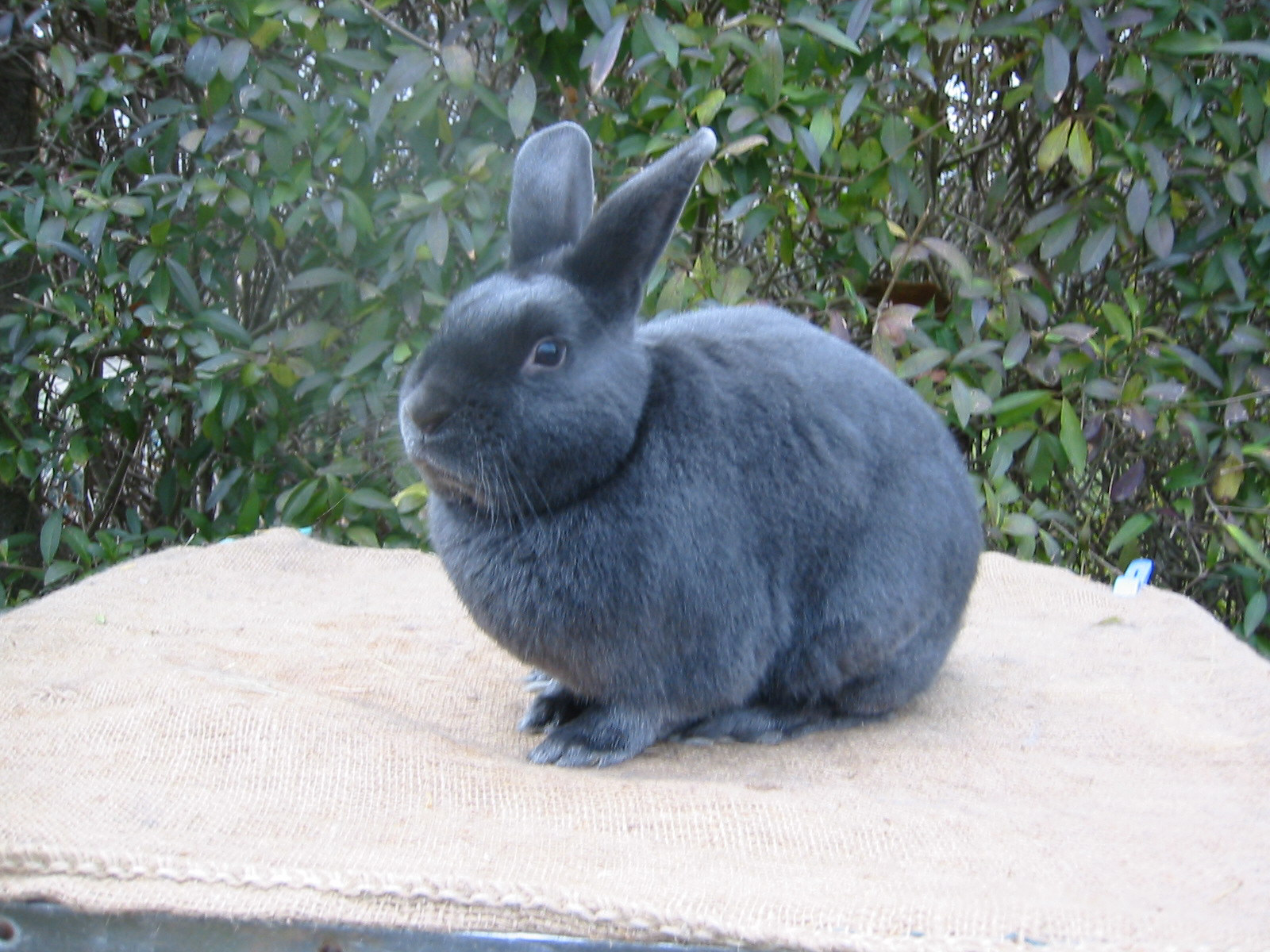
Satin blau

Die Satinkaninchen sind eine Gruppe von Kaninchenrassen, die sich durch ihr seidig glänzendes Fell von den anderen Rassen unterscheiden.

## Besonderheiten der Satinkaninchen
Der seidenartige Glanz des Haares kommt zustande durch eine gegenüber dem Normalhaar rezessive Mutation das Erbfaktors Sa (Normalhaar) zu sa, der eine dünnere seidenartige Struktur des Haares bewirkt. Ähnlich wie bei den Rexkaninchen ging diese Mutation mit einer verringerten Vitalität der Tiere einher, die aber mittlerweile durch züchterische Maßnahmen behoben werden konnte. Das Fellhaar der Satin ist ca. 3,5 cm lang, die Grannen sind fein und überragen das Haar nur wenig. Das Unterhaar ist sehr dünn. Das einzelne Haar ist von einem dünnen, durchsichtigen mit sehr feiner schuppen- oder schindelartiger Oberflächenhäutchen überzogen. Durch die besondere Haarstruktur werden die Fellfarben beim Satinkaninchen besonders deutlich sichtbar, was im Zusammenhang mit dem Seidenglanz den besonderen Charakter dieser Rasse bestimmt.
Die Satinkaninchen bilden in der Einteilung des Zentralverbandes Deutscher Rassekaninchenzüchter die Abteilung der Haarstrukturrassen.
Folgende Farbschläge sind bei den Satinkaninchen anerkannt:

Satin-Elfenbein

Einfarbig weiße Satinkaninchen; die sonst weißen Felle wirken durch die Haarstruktur elfenbeinfarbig. Es sind sowohl der albinotische Tiere mit roten Augen, als auch der leuzistische Farbenschlag (Blauauge) zugelassen.
Satin-Schwarz

Einfarbig schwarze Tiere nach Art der Alaska.
Satin-Blau

Einfarbig blaue Tiere, das Blau entspricht dem der Blauen Wiener, erscheint aber wesentlich dunkler.

- die Krallen sind dunkelhornfarbig

- die Augenfarbe ist als blau vorgeschrieben, geht bei den meisten Tieren aber eher ins braune und muss noch herausgezüchtet werden

- die gesamte Fellfarbe ist blau, ohne jegliche Wildfarbigkeitsabzeichen; die Unterseite der Läufe ist heller und geht ins Weiße
- die Unterfarbe sollte sich kaum von der Deckfarbe absetzten und blau sein; allerdings wird sie bei jedem Haarwechsel heller und wird bei älteren Tieren weiß - dies ist nicht erwünscht und muss ebenfalls noch verbessert werden
Satin-Havanna

Einfarbig schokoladenbraune Tiere. Dies ist der ursprüngliche Farbenschlag, da Satin erstmals in Amerika als Mutation in Würfen von Havannakaninchen auftraten. (Siehe Geschichte der Rasse)
Satin-Rot

Einfarbig rotes Fell, die Farbe entspricht dem der Roten Neuseeländer und der Sachsengold.
Satin-Feh

Hellblaues Fell mit leichtem braunem Schleicher, entsprechend der Farbe des Marburger Feh.
Satin-Kalifornier

Elfenbeinfarbige Tiere mir roten Augen und schwarzer Schnauze, Ohren, Läufen und Blume. Die Zeichnung und ihr Zustandekommen entspricht dem der Russenkaninchen und Kalifornier.
Satin-Hasenfarbig

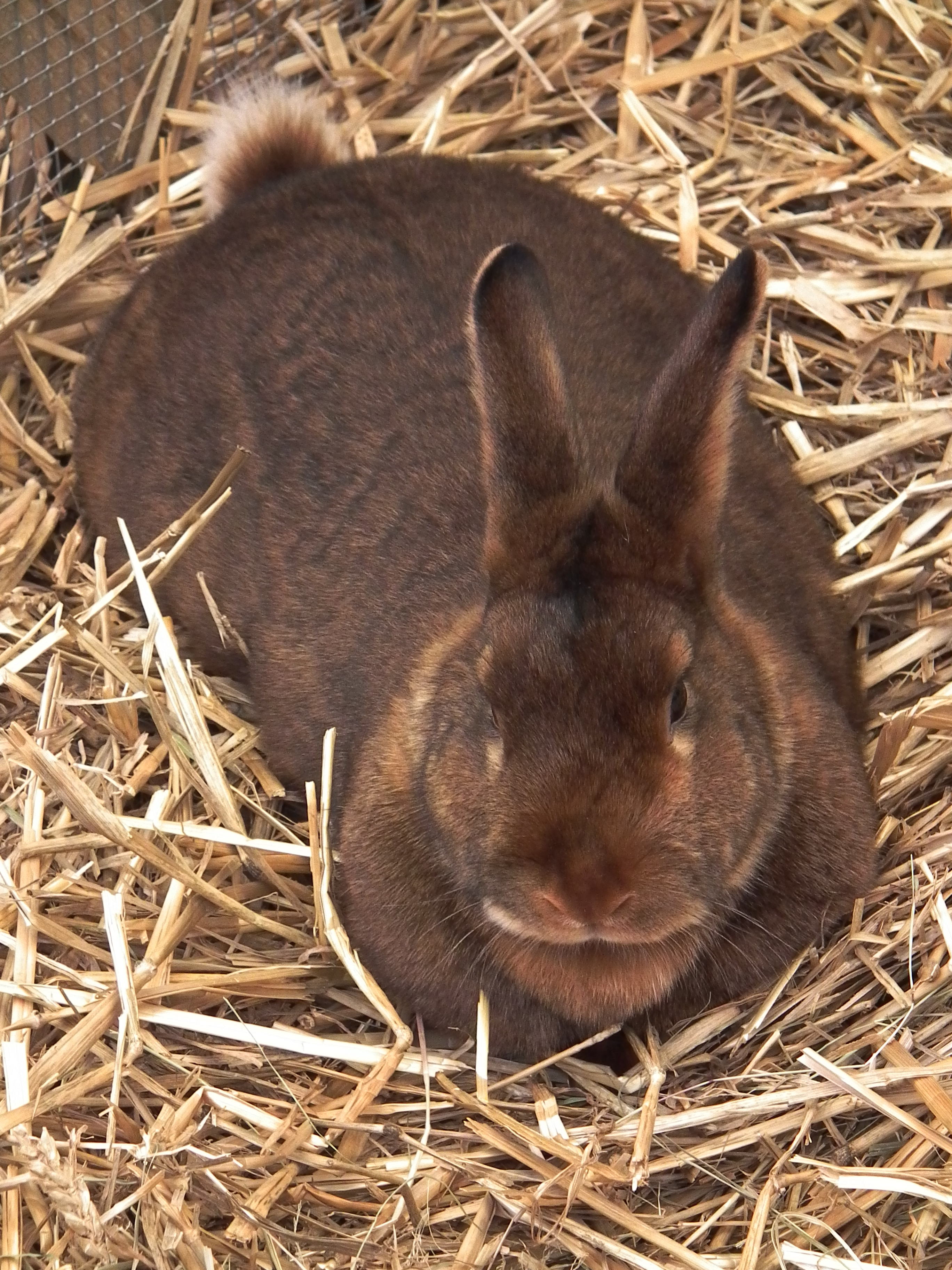
Hasenfarbiges Satin-Kaninchen

Farbe entspricht der der Hasenkaninchen.
Satin-Thüringer

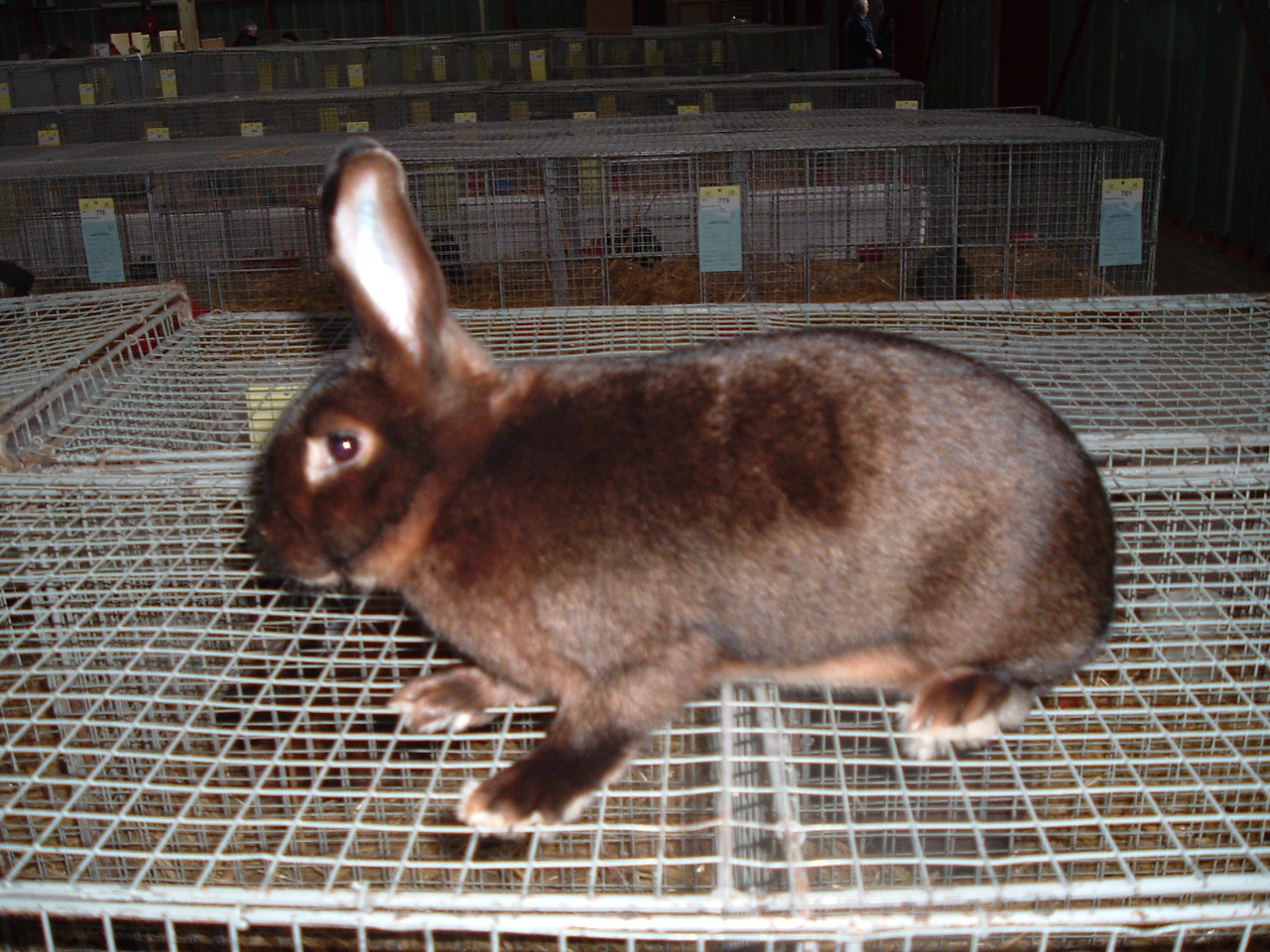
Satinkaninchen der Farbe Satin-Castor

Satinkaninchen mit der Farbe der Thüringer.
Satin-Chinchilla

Satin-Kaninchen mit der Farbe der Chinchillakaninchen.
Satin-Siamesen
Farbe entspricht dem Siamesenkaninchen.
Satin-Castor

Satinkaninchen mit der Farbe des Castor-Rex.
Satin-Lux

Farbe entspricht dem Luxkaninchen.

### Geschichte der Satinkaninchen
Satin-Kaninchen sind erstmals 1930 bei Walter Huey im US-Bundesstaat Indiana in Würfen von Havannakaninchen aufgetaucht. Wie bei der Entstehung anderer Rassen auch, scheint eine solche Mutation bereits früher stattgefunden zu haben. So wird über das gelegentlich in die Havanna-Kaninchen eingekreuzte Hasenkaninchen berichtet, dass 1918/1919 ein so genannter Satinetten-Schlag mit seidigem Glanz der Felle aufgetreten wäre, der aber damals nicht weiter zur Zucht führte. Der niederländische Züchter J. H. Eck van der Sluys soll mit tiefroten, seidenartig glänzenden Hasenkaninchen großen Erfolg gehabt haben. Ob es sich um die gleiche Mutation wie bei den Satin-Kaninchen handelte, ist unklar.
Huey entwickelte die bei ihm aufgetretenen Satin-Kaninchen systematisch weiter, selektierte insbesondere auf Vitalität, da die ersten Satin-Kaninchen, ähnlich den Rexkaninchen an verminderter Widerstandsfähigkeit litten. Neben den ursprünglichen havannafarbigen Satinkaninchen entstanden bereits weitere Farbenschläge.
1936 erfolgte die Gründung eines Spezialclubs für Satinkaninchen in den USA, 1938 wurden Satinkaninchen erstmals ausgestellt. Neben Walter Huey machten sich besonders John Fehr und J. T. Price um die Entwicklung der Rasse verdient. 1946 wurde die American Satin Rabbit Breeders Association gegründet.
Der erste Import der Satinkaninchen nach Europa erfolgte 1947 nach Großbritannien, wo die Rasse schnell große Verbreitung fand. Nach Deutschland wurde das Satinkaninchen 1970 von Müller, Hameln importiert. Später erfolgten weitere Importe aus den USA, die Anerkennung der Rasse erfolgte in den siebziger Jahren.

### Ähnliche Rassen
Der Satinfaktor lässt sich auch auf Rex- und Angorakaninchen übertragen. Diese Kombinationen sind in Deutschland nicht anerkannt, existieren aber in Großbritannien und den USA.